# NGC 4627
NGC 4627 é uma galáxia elíptica (E4/P) localizada na direcção da constelação de Canes Venatici. Possui uma declinação de +32° 34' 26" e uma ascensão recta de 12 horas, 41 minutos e 59,6 segundos.
A galáxia NGC 4627 foi descoberta em 20 de Março de 1787 por William Herschel.